# 太陽の少年 (映画)
『太陽の少年』（たいようのしょうねん、原題：陽光燦爛的日子）は、1994年の中国・香港合作映画。
1970年代初頭の文化大革命下の北京を舞台に少年のひと夏の恋を描いた青春映画で、『紅いコーリャン』など数々の中国映画に出演してきた俳優姜文（チアン・ウェン）が、原作である王朔の『動物凶猛』に惚れ込み初監督を飾った作品。少年たちの瑞々しさと、その淡くも情熱的な恋心がノスタルジックに描かれている。

## ストーリー
1970年代、中国は文化大革命の激動の中にあった。大人たちは政治闘争を繰り広げ、青年たちは農村に送られ、北京は16歳のシャオチュンたちの天下だった。彼はある日、少女ミーランと知り合い、恋するようになる……。

## キャスト
- 馬小軍（シャオチュン）・少年時代：夏雨（シア・ユイ）
- 米蘭（ミーラン）：寧静（ニン・チン）
- 劉憶苦（イクー）：耿楽（コン・ラー）
- 思甜：尚楠（シャン・ナン）
- シャオチュンの父：王学圻（ワン・シュエチー）
- シャオチュンの母：斯琴高娃（スーチン・カオワー）
- 羊槁（ヒツジ）：代少波（タイ・シャオポー）
- りんこ：王海（ワン・ハイア）
- ペイペイ：陶虹（タオ・ホン）
- 古倫木：姚二嘎（ヤオ・アルカー）
- 顔役：王朔（ワン・シュオ）
- カンフー先生：馮小剛（ファン・シアオ）
- 軍医幹部：方化（フアン・ホア）
- 馬小軍・成人：姜文（チアン・ウェン）

## スタッフ
- 監督・脚本：姜文（チアン・ウェン）
- 原作：王朔（ワン・シュオ）『動物凶猛』
- エグゼクティブプロデューサー：文雋（マンフレッド・ウォン）、劉暁慶（リウ・シャオチン）
- 撮影：顧長衛（クー・チャンウェイ）
- 美術：陳浩注（チェン・ハオチョン）、李勇新（リー・ヨンシン）
- 音楽：郭文景（クオ・ウェンチン）
- 録音：クー・チャンニン
- 編集：チョウ・イン